# Smendes I
Smendes (... – 1052 a.C. o 1043 a.C.) è stato un faraone della XXI dinastia egizia.

## Biografia
Per convenzione, l'ascesa al trono d'Egitto di questo personaggio, fondatore della XXI dinastia, coincide con l'inizio dell'epoca della storia egizia nota come terzo periodo intermedio.
Viene chiamato Smendēs da Manetone (secondo Sesto Africano), una corruzione greca dell'egiziano Nesbanebdjed.

Non sono note le sue origini, anche se il suo nomen suggerirebbe una provenienza dalla città di Mendes, nel Delta. Alcuni studiosi ritengono che potesse trattarsi di un figlio di Herihor, ma si tratta di un'ipotesi non confermata.
Durante il regno di Ramesse XI era il potente visir del Basso Egitto e governava questo territorio da Pi-Ramses col beneplacito del clero tebano, che era ormai più influente del sovrano stesso. Proprio a questo periodo risale l'ambientazione del racconto intitolato "Il viaggio di Unamon", nel quale spesso si fa riferimento al visir Smendes ed alla moglie Tentamon, che doveva essere di famiglia assai altolocata e che presumibilmente contribuì all'ascesa del marito sul trono d'Egitto.

Con la morte dell'ultimo dei ramessidi infatti, Smendes, pur senza legittimazione ma probabilmente con l'approvazione dell'oracolo di Amon, si proclamò faraone.
L'Egitto si trovava quindi diviso in due: Smendes regnava sul Basso Egitto, mentre il Primo Profeta di Amon, carica che circa in quegli anni passò da Payankh a Pinedjem I, governava la Tebaide.

Smendes spostò definitivamente la Residenza da Pi-Ramses a Tani, un po' più a nord, soprattutto a causa dell'insabbiamento del ramo pelusico del Nilo che prima bagnava la vecchia capitale. Durante i lavori di espansione di Tani, tuttavia, risiedette e governò da Menfi.
Durante il suo primo anno di regno il sovrano inviò una spedizione di 3000 uomini alle cave di Gebelein allo scopo di estrarre la pietra necessaria per eseguire lavori di restauro ad alcuni edifici di Luxor risalenti a Thutmose III e danneggiati da un'inondazione. Quest'azione ha suggerito che l'autorità di Smendes dovesse essere comunque sufficiente per permettere una spedizione di questo tipo in piena giurisdizione tebana.

In ogni caso, soprattutto durante la prima fase del suo regno i rapporti con Tebe furono decisamente buoni: Pinedjem I – che ricevette tra l'altro in sposa proprio la principessa Henuttawy, figlia di Smendes – rinunciò, almeno inizialmente, ad attribuirsi la titolatura reale ed il diritto all'eponimia, ed i documenti redatti nella capitale del sud cessarono di essere datati alla Ripetizione delle nascite stabilita da Herihor.
Si sa che tra il 6º ed il 15º anno di regno di Smendes, il Primo Profeta intraprese i lavori di restauro e di salvaguardia di numerose mummie reali, che furono ricollocate nella tomba KV35 di Amenhotep II. Nell'anno 16 del sovrano, poi, Pinedjem decise di attribuirsi i titoli regali e lasciò la carica da Primo Profeta al figlio Masuharte. I cartigli di Pinedjem si rinvengono in varie parti d'Egitto, compresa Tani.
Durante il regno di Smendes si andarono accentuando i problemi con i principati semi-indipendenti, di origine libica, che si erano insediati nelle oasi del deserto occidentale, abitate dai discendenti delle popolazioni sconfitte da Ramesse III che avevano poi servito come mercenari nell'esercito.
Secondo Sesto Africano il regno di Smendes durò 26 anni, data sostanzialmente confermata dai riscontri archeologici. Con tutta probabilità (ed anche grazie al rinvenimento di uno dei suoi vasi canopi) venne sepolto a Tani, anche se di lui non sono state ancora ritrovate né la tomba né la mummia. Il suo successore fu quasi certamente Amenemnesut, forse suo figlio.

## Titolatura
| G5 |

| G5 |

| E1 · D43 | N5 · Z1 | mr | s | wsr | s | r · D43 | i | mn · n | F23 · f · r | s | X7 | A28 | U5 | D36 · t · H8 |

| E1 · D43 | N5 · Z1 | mr | s | wsr | s | r · D43 | i | mn · n | F23 · f · r | s | X7 | A28 | U5 | D36 · t · H8 |

| E1 · D43 | N5 · Z1 | mr | s | wsr | s | r · D43 | i | mn · n | F23 · f · r | s | X7 | A28 | U5 | D36 · t · H8 |

| E1 · D43 | N5 · Z1 | mr | s | wsr | s | r · D43 | i | mn · n | F23 · f · r | s | X7 | A28 | U5 | D36 · t · H8 |

| E1 · D43 | N5 · Z1 | mr | s | wsr | s | r · D43 | i | mn · n | F23 · f · r | s | X7 | A28 | U5 | D36 · t · H8 |

| E1 · D43 | N5 · Z1 | mr | s | wsr | s | r · D43 | i | mn · n | F23 · f · r | s | X7 | A28 | U5 | D36 · t · H8 |

| E1 · D43 | N5 · Z1 | mr | s | wsr | s | r · D43 | i | mn · n | F23 · f · r | s | X7 | A28 | U5 | D36 · t · H8 |

| E1 · D43 | N5 · Z1 | mr | s | wsr | s | r · D43 | i | mn · n | F23 · f · r | s | X7 | A28 | U5 | D36 · t · H8 |

| G16 |

| G16 |

| S42 | F22 · F22 | V28 | A24 | r · X7 | i | i | A14 · Z2 · f | D58 | O4 | G1 | D54 | t | G43 · f | V28 | p · t | D32 | m |

| S42 | F22 · F22 | V28 | A24 | r · X7 | i | i | A14 · Z2 · f | D58 | O4 | G1 | D54 | t | G43 · f | V28 | p · t | D32 | m |

| G8 |

| G8 |

| U35 | d · n | d · n | F5 | D43 |

| U35 | d · n | d · n | F5 | D43 |

| M23 · X1 | L2 · X1 |

| M23 · X1 | L2 · X1 |

| N5 | S1 | L1 | N5 | U21 · n |

| N5 | S1 | L1 | N5 | U21 · n |

| N5 | S1 | L1 | N5 | U21 · n |

| N5 | S1 | L1 | N5 | U21 · n |

| N5 | S1 | L1 | N5 | U21 · n |

| N5 | S1 | L1 | N5 | U21 · n |

| N5 | S1 | L1 | N5 | U21 · n |

| N5 | S1 | L1 | N5 | U21 · n |

| G39 | N5 |

| G39 | N5 |

| i | mn · n | mr | I10 | E10 | nb | R11 | R11 |

| i | mn · n | mr | I10 | E10 | nb | R11 | R11 |

| i | mn · n | mr | I10 | E10 | nb | R11 | R11 |

| i | mn · n | mr | I10 | E10 | nb | R11 | R11 |

| i | mn · n | mr | I10 | E10 | nb | R11 | R11 |

| i | mn · n | mr | I10 | E10 | nb | R11 | R11 |

| i | mn · n | mr | I10 | E10 | nb | R11 | R11 |

| i | mn · n | mr | I10 | E10 | nb | R11 | R11 |